# Michael Törnflycht
Michael Törnflycht, född november 1683 i Stockholm, död 20 augusti 1738 på Hässelbyholm i Södermanland, var en svensk greve, militär och ämbetsman. Törnflycht var bror till riksrådet Olof Törnflycht.

## Biografi
Michael Törnflycht föddes 1683 i Stockholm. Han var son till handelsmannen och direktören Olof Hansson Törnflycht och Margareta Andresén. Törnflycht inskrevs som student vid Uppsala universitet 8 november 1696.
Han tog militär anställning 1701 och utnämndes redan 1702 till fänrik vid livgardet. 1706 hade han avancerat till ryttmästare. 1706 deltog han i strid mot en grupp saxare vid Leipzig och vann erkännande för sina insatser. Han togs tillfånga vid Poltava 1709, men frigavs snart och förordnades 1710 till interimsmajor och föreslogs 1712 av rådet till överste för ett tremänningsregemente, vilket han dock avböjde. I stället förflyttades han till livgardet, där han 1713 blev överstelöjtnant och 1717 överste. Som chef för livgardet följde Törnflycht Karl XII till Norge. Han tillhörde den aktiva kretsen i 1719 års "revolution". Den 18 april 1719 utnämndes han till generalmajor vid infanteriet och den 26 maj samma år upphöjdes han till friherrligt stånd. Den 31 december 1720 utnämndes han till överkammarherre.
1727 blev han landshövding över Nyköpings län och 1731 upphöjd till grevlig värdighet. År 1732 blev han överståthållare i Stockholm.

### Egendom
Törnflycht ägde Hässelbyholm i Fogdö socken, och Gersta i Ytterjärna socken, som han fick genom sitt giftermål. Han ägde även Trollebo i Lemnhults socken.

### Familj
Han gifte sig 26 augusti 1714 med grevinnan Magdalena Lewenhaupt (1680–1756), dotter till översten greve Gustaf Mauritz Lewenhaupt och friherrinnan Görvel Sparre. De fick tillsammans dottern Eva Görvel Törnflycht (1722–1732) och tre döttrar.